# FA Premier liga 2015./16.
FA Premier liga 2015./16. je bila 24. sezona engleske nogometne Premier lige. Započela je 8. kolovoza 2015., a završila 15. svibnja 2016. godine. U njoj se dvokružnim sustavom natjecalo 20 momčadi, koje je sačinjavalo 17 najbolje plasiranih momčadi iz prethodne sezone 2014./15. i 3 momčadi promaknute iz Championship lige - Bournemouth, Watford i Norwich City. Prvenstvo je s 81 bodom osvojio Leicester City, po prvi puta u svojoj 132-godišnjoj povijesti.

## Momčadi i stadioni
| Momčad          | Grad                | Stadion                    | Kapacitet |
| --------------- | ------------------- | -------------------------- | --------- |
| Arsenal         | London              | Emirates Stadium           | 60260     |
| Aston Villa     | Birmingham          | Villa Park                 | 42660     |
| Bournemouth     | Bournemouth         | Dean Court                 | 11464     |
| Chelsea         | London              | Stamford Bridge            | 41798     |
| Crystal Palace  | London              | Selhurst Park              | 25073     |
| Everton         | Liverpool           | Goodison Park              | 39571     |
| Leicester City  | Leicester           | King Power Stadium         | 32312     |
| Liverpool       | Liverpool           | Anfield                    | 44742     |
| Manchester City | Manchester          | City of Manchester Stadium | 55097     |
| Manchester Utd  | Manchester          | Old Trafford               | 75653     |
| Newcastle       | Newcastle upon Tyne | St James' Park             | 52338     |
| Norwich City    | Norwich             | Carrow Road                | 27010     |
| Southampton     | Southampton         | St Mary's Stadium          | 32505     |
| Stoke City      | Stoke-on-Trent      | Britannia Stadium          | 27740     |
| Sunderland      | Sunderland          | Stadium of Light           | 48707     |
| Swansea         | Swansea             | Liberty Stadium            | 20909     |
| Tottenham       | London              | White Hart Lane            | 36284     |
| Watford         | Watford             | Vicarage Road              | 21500     |
| West Brom       | West Bromwich       | The Hawthorns              | 26850     |
| West Ham        | London              | Boleyn Ground              | 35345     |

## Poredak na kraju sezone
| #   | Momčad          | Ut. | Pob. | N. | Por. | G+ | G- | RG  | Bod. |                                                         |
| --- | --------------- | --- | ---- | -- | ---- | -- | -- | --- | ---- | ------------------------------------------------------- |
| 1.  | Leicester City  | 38  | 23   | 12 | 3    | 68 | 36 | +32 | 81   | Kvalificirali se izravno u grupnu fazu Lige prvaka      |
| 2.  | Arsenal         | 38  | 20   | 11 | 7    | 65 | 36 | +29 | 71   | Kvalificirali se izravno u grupnu fazu Lige prvaka      |
| 3.  | Tottenham       | 38  | 19   | 13 | 6    | 69 | 35 | +34 | 70   | Kvalificirali se izravno u grupnu fazu Lige prvaka      |
| 4.  | Manchester City | 38  | 19   | 9  | 10   | 71 | 41 | +30 | 66   | Kvalificirali se u doigravanje za Ligu prvaka           |
| 5.  | Manchester Utd  | 38  | 19   | 9  | 10   | 49 | 35 | +14 | 66   | Kvalificirali se izravno u grupnu fazu Europske lige    |
| 6.  | Southampton     | 38  | 18   | 9  | 11   | 59 | 41 | +18 | 63   | Kvalificirali se izravno u grupnu fazu Europske lige    |
| 7.  | West Ham        | 38  | 16   | 14 | 8    | 65 | 51 | +14 | 62   | Kvalificirali se u treće kolo doigravanja Europske lige |
| 8.  | Liverpool       | 38  | 16   | 12 | 10   | 63 | 50 | +13 | 60   |                                                         |
| 9.  | Stoke City      | 38  | 14   | 9  | 15   | 41 | 55 | -14 | 51   |                                                         |
| 10. | Chelsea         | 38  | 12   | 14 | 12   | 59 | 53 | +6  | 50   |                                                         |
| 11. | Everton         | 38  | 11   | 14 | 13   | 59 | 55 | +4  | 47   |                                                         |
| 12. | Swansea         | 38  | 12   | 11 | 15   | 42 | 52 | -10 | 47   |                                                         |
| 13. | Watford         | 38  | 12   | 9  | 17   | 40 | 50 | -10 | 45   |                                                         |
| 14. | West Brom       | 38  | 10   | 13 | 15   | 34 | 48 | -14 | 43   |                                                         |
| 15. | Crystal Palace  | 38  | 11   | 9  | 18   | 39 | 51 | -12 | 42   |                                                         |
| 16. | Bournemouth     | 38  | 11   | 9  | 18   | 45 | 67 | -22 | 42   |                                                         |
| 17. | Sunderland      | 38  | 9    | 12 | 17   | 48 | 62 | -14 | 39   |                                                         |
| 18. | Newcastle       | 38  | 9    | 10 | 19   | 44 | 65 | -21 | 37   | Ispali u Championship                                   |
| 19. | Norwich City    | 38  | 9    | 7  | 22   | 39 | 67 | -28 | 34   | Ispali u Championship                                   |
| 20. | Aston Villa     | 38  | 3    | 8  | 27   | 27 | 76 | -49 | 17   | Ispali u Championship                                   |

## Najbolji strijelci lige
| Poz. | Igrač          | Klub            | Golovi |
| ---- | -------------- | --------------- | ------ |
| 1    | Harry Kane     | Tottenham       | 25     |
| 2    | Sergio Agüero  | Manchester City | 24     |
| 2    | Jamie Vardy    | Leicester City  | 24     |
| 4    | Romelu Lukaku  | Everton         | 18     |
| 5    | Riyad Mahrez   | Leicester City  | 17     |
| 6    | Olivier Giroud | Arsenal         | 16     |

## Najbolji asistenti lige
| Poz. | Igrač             | Klub            | Asistencije |
| ---- | ----------------- | --------------- | ----------- |
| 1    | Mesut Özil        | Arsenal         | 19          |
| 2    | Christian Eriksen | Tottenham       | 13          |
| 3    | Dimitri Payet     | West Ham        | 12          |
| 3    | Dušan Tadić       | Southampton     | 12          |
| 5    | Riyad Mahrez      | Leicester City  | 11          |
| 5    | James Milner      | Liverpool       | 11          |
| 5    | David Silva       | Manchester City | 11          |

## Nagrade
| Nagrada                      | Osvajač         | Klub           |
| ---------------------------- | --------------- | -------------- |
| Menadžer sezone Premier lige | Claudio Ranieri | Leicester City |
| Igrač sezone Premier lige    | Jamie Vardy     | Leicester City |

## Momčad sezone (u formaciji 4–4–2)
| Golman    | David de Gea (Manchester Utd) | David de Gea (Manchester Utd) | David de Gea (Manchester Utd) | David de Gea (Manchester Utd) | David de Gea (Manchester Utd) | David de Gea (Manchester Utd) | David de Gea (Manchester Utd) | David de Gea (Manchester Utd) | David de Gea (Manchester Utd) | David de Gea (Manchester Utd) | David de Gea (Manchester Utd) | David de Gea (Manchester Utd) |
| Obrana    | Héctor Bellerín (Arsenal)     | Héctor Bellerín (Arsenal)     | Héctor Bellerín (Arsenal)     | Toby Alderweireld (Tottenham) | Toby Alderweireld (Tottenham) | Toby Alderweireld (Tottenham) | Wes Morgan (Leicester City)   | Wes Morgan (Leicester City)   | Wes Morgan (Leicester City)   | Danny Rose (Tottenham)        | Danny Rose (Tottenham)        | Danny Rose (Tottenham)        |
| Vezni red | Riyad Mahrez (Leicester City) | Riyad Mahrez (Leicester City) | Riyad Mahrez (Leicester City) | Dele Alli (Tottenham)         | Dele Alli (Tottenham)         | Dele Alli (Tottenham)         | N'Golo Kanté (Leicester City) | N'Golo Kanté (Leicester City) | N'Golo Kanté (Leicester City) | Dimitri Payet (West Ham)      | Dimitri Payet (West Ham)      | Dimitri Payet (West Ham)      |
| Napad     | Jamie Vardy (Leicester City)  | Jamie Vardy (Leicester City)  | Jamie Vardy (Leicester City)  | Jamie Vardy (Leicester City)  | Jamie Vardy (Leicester City)  | Jamie Vardy (Leicester City)  | Harry Kane (Tottenham)        | Harry Kane (Tottenham)        | Harry Kane (Tottenham)        | Harry Kane (Tottenham)        | Harry Kane (Tottenham)        | Harry Kane (Tottenham)        |